# Шелоник
Шело́ник (шалоник, шелонник) — на озере Ильмень (Новгородская область) — юго-западный ветер, дующий из устья реки Шелонь. Впадая в озеро, река образует протяжённый лиман. В сумме с акваторией озера расстояние до восточного берега составляет примерно 50 км, что способствует образованию большой волны в широтном направлении.
Название используется у поморов, мореходов Кольского полуострова, Беломорья. На Колыме шелоником также зовётся юго-западный ветер, предвещающий морской шторм. На Байкале — это южный или юго-восточный ветер (сток воздуха со снежных хребтов Хамар-Дабана).
В Приильменьи, а также в Поморье и вообще на севере европейской части России шелоник предвещает собой конец лета, который наступает в июле.
В одном из произведений писателя и фольклориста Бориса Шергина шелоник упоминается и как направление:
Три часа идёт в нашу сторону, на полунощник (северо-восток). Потом три часа идёт в шелоник (юго-запад).